# 萨克森赛道
萨克森赛道（Sachsenring，德語發音：[ˈzaksn̩ʁɪŋ] ⓘ）是德国萨克森霍恩施泰因-恩斯塔尔的一个赛车赛道。它主要作為每年一度的國際摩托車賽車協會的德国摩托车大奖赛的比賽場地。